# Daïra de Bouzareah
La Circonscription administrative de Bouzareah est une wilaya déléguée de la wilaya d'Alger dont le chef-lieu est la ville éponyme de Bouzareah.

## Localisation
Le poste de wali délégué de la wilaya déléguée de Bouzareah a été occupé par plusieurs personnalités politiques nationales depuis sa création.
| N° | Wali délégué          | Début             | Fin               |
| -- | --------------------- | ----------------- | ----------------- |
| 01 | Salah Cherradi        | 2 août 1997       | 13 août 2000      |
| 02 | Djamila Ammar Mouhoub | 13 août 2000      | 17 août 2004      |
| 03 | Amar Rouabhi          | 17 août 2004      | 30 septembre 2010 |
| 04 | Brahim Achacha        | 30 septembre 2010 |                   |
| 05 |                       | 24 octobre 2013   |                   |
| 06 | Ahmed Mahsar          | 22 juillet 2015   | 6 septembre 2023  |
| 07 | Abdelkrim Bettioui    | 6 septembre 2023  | en cours          |

## Walis délégués
Le poste de wali délégué de la wilaya déléguée de Bouzareah a été occupé par plusieurs personnalités politiques nationales depuis sa création.
| N° | Wali délégué          | Début             | Fin               | Wilaya de Naissance |
| -- | --------------------- | ----------------- | ----------------- | ------------------- |
| 01 | Salah Cherradi        | 2 août 1997       | 13 août 2000      |                     |
| 02 | Djamila Ammar Mouhoub | 13 août 2000      | 17 août 2004      |                     |
| 03 | Amar Rouabhi          | 17 août 2004      | 30 septembre 2010 |                     |
| 04 | Brahim Achacha        | 30 septembre 2010 |                   |                     |
| 05 |                       | 24 octobre 2013   |                   |                     |
| 06 | Ahmed Mahsar          | 22 juillet 2015   | 2015 (en cours)   |                     |

## Communes
La daïra de Bouzareah est constituée de quatre communes :
1. Ben Aknoun
2. Beni Messous
3. Bouzareah
4. El Biar

## Institut national de recherche forestière
Cette daïra côtière abrite l'Institut national de recherche forestière (INRF) dans la forêt de Baïnem.